# Kwieciak sosnowiec
Kwieciak sosnowiec (Anthonomus varians Paykull nec (Gmelin 1790), 1792; Anthonomus phyllocola Herbst 1795; Anthonomus strandi Stierlin  1903) – chrząszcz z rodziny ryjkowcowatych.
Rójka
Chrząszcze po przezimowaniu w ściółce pojawiają się na wiosnę.
Wygląd
Długość chrząszczy 2,5–3,4 mm, ciało owalne, czarne lub brunatne, ku przodowi wyraźnie zwężone, pokrywy czarne do czerwonobrązowych, pokryte jasnymi przylegającymi włoskami; czarny, drobno punktowany, lśniący i cienki ryjek; przedplecze grubo punktowane, uda czarne z ząbkiem.
Występowanie
Występuje na terenie całej Europy. 
Pokarm
Chrząszcze odżywiają się miękiszem igieł wygryzając w nich otworki. Jesienią żerują na igłach zeszłorocznych, latem na igłach tegorocznych. Larwy żerują na męskich kwiatach sosen, rzadziej świerków. Kwieciak preferuje gatunki o dużych kwiatach. Sosna wydmowa jest częściej atakowana niż sosna zwyczajna, ponieważ posiada większe kwiaty męskie i kwitnie w młodym wieku.
Rozród
Samica składa jaja wiosną, w pączkach męskiego kwiatostanu sosen (lub świerków). Larwy kwieciaka sosnowca drążą kwiaty sosny przez 2–3 tygodnie, następnie przeobrażają się w poczwarki. Młode osobniki opuszczają kwiaty na przełomie czerwca i lipca i przystępują do żeru uzupełniającego.
Znaczenie
Ataki kwieciaków sosnowców w lipcu mogą spowodować duże straty tegorocznych igieł. Żer kwieciaka bardzo trudno odróżnić od żeru igłówki sosnowej (Thecodiplosis brachintera), igłówki Baera (Contarinia baeri) i borecznika sosnowego (Diprion pini). Większe szkody powoduje w silnie przerzedzonych drzewostanach młodszych sosen. Spotykany jest również w drzewostanach starszych.